# Carex macrochaeta
Carex macrochaeta är en halvgräsart som beskrevs av Carl Anton von Meyer. Carex macrochaeta ingår i släktet starrar, och familjen halvgräs. Inga underarter finns listade i Catalogue of Life.